# Římskokatolická farnost Horní Újezd u Třebíče
Římskokatolická farnost Horní Újezd u Třebíče je územní společenství římských katolíků, jehož správa sídlí v Horním Újezdě a které zahrnuje i další tři obce. Farním kostelem je chrám sv. Petra a Pavla.

## Území farnosti
Do farnosti náleží území čtyř obcí, v nichž žije asi 1800 obyvatel. Horní Újezd je co do počtu obyvatel až třetí:
- Horní Újezd s kostelem sv. Petra a Pavla (asi 250 obyvatel)
- Kojetice s kaplí sv. Václava (asi 450 obyvatel)
- Mikulovice (asi 225 obyvatel)
- Výčapy s kaplí sv. Cyrila a Metoděje (asi 850 obyvatel)

## Historie farnosti
Existence kostela i farnosti je doložena již k roku 1243. Samostatná farnost přechodně zanikla v průběhu třicetileté války, obnovena byla v roce 1709 děkanem Františkem Polachem. Ten nechal spravit rozpadlou faru a 1. května 1710 ji osadil farářem Antonínem Ferdinandem Dubraviem. Od roku 1676 zde existovala farní škola, v roce 1862 rozšířená na dvoutřídku.

## Duchovní správci
Zdejší farář František Pařil byl jedním ze tří kněží odsouzených a popravených v souvislosti s vykonstruovaným monstrprocesem Babického případu.
V letech 1993–2007 zde jako farář působil P. Jozef Gašparík. V letech 2007 až 2014 neměla farnost vlastního faráře, jejím duchovním správcem byl farář z jejkovské farnosti. Od 15. října 2014 byl farářem R. D. Mgr. Vlastimil Vojtěch Protivínský. Ten zde sloužil vedle pokoncilní mše sv. Pavla VI. v národním jazyce ještě také pravidelně tridentskou mši (MR 1962).
Začátkem roku 2022 byl R. D. Mgr. Vlastimil Vojtěch Protivínský brněnským biskupem Mons. Vojtěchem Cikrlem za neuposlechnutí příkazu odvolán z funkce faráře a dočasným administrátorem excurrendo se stal třebíčský děkan R. D. Jiří Dobeš.
Od 1. srpna 2022 je ve farnosti Horní Újezd ustanoven administrátorem excurrendo P. Jan Krbec, farář farnosti Rokytnice nad Rokytnou.

## Bohoslužby
| Kostel                      | Místo       | Bohoslužba | Bohoslužba | Poznámka     |
| --------------------------- | ----------- | ---------- | ---------- | ------------ |
| Kostel sv. Petra a Pavla    | Horní Újezd | neděle     | 10.30      | farní kostel |
| Kaple sv. Cyrila a Metoděje | Výčapy      | -          | -          | obecní kaple |
| Kaple sv. Václava           | Kojetice    | –          | –          | kaple        |